# Birgitta Zachrisson
Laila Margit Birgitta Zachrisson, ogift Sandahl, född 17 februari 1939 i Stockholm, är en svensk TV-producent.
Birgitta Zachrisson är dotter till överste Sven Sandahl och Ingegärd, ogift Pålsson. Hon har varit anställd på Sveriges Television sedan 1967 och där producerat drygt 200 program och filmer. Hon har arbetat som producent och regissör för Nöje, Fakta, Kultur samt Dokumentär.
Birgitta Zachrisson har även varit anställd som TV-hallåa och som programledare i både radio och TV. Hon har bland annat gjort personliga program till exempel Vi är många som heter Birgitta, och porträtt av Bibi Andersson, Jan Malmsjö, Johan Rabaeus och Lars Rudolfsson. 
År 1996 gjorde hon filmen Olof Palme, tillsammans med Tom Alandh.
Hon gifte sig 1960 med läkaren Lars Zachrisson (1929–2025), son till lärarna Ivar Zachrisson och Gerda, ogift Engström.